# Fahed al-Hajri
Fahed al-Hajri (arab.: 	فهد الهاجري, ur. 10 listopada 1991) – kuwejcki piłkarz występujący na pozycji obrońcy w kuwejckiej drużynie Al Kuwait Kaifan.

## Kariera klubowa
Swoją karierę w dorosłej piłce zaczynał w Al Tadhamon. Wraz ze swoją obecną drużyną, Al Kuwait Kaifan, dwukrotnie wygrywał Kuwaiti Premier League. Raz grał poza granicami swojego kraju - w 2017 został wypożyczony na pół roku do saudyjskiego Ettifaq FC.

## Kariera reprezentacyjna
Al-Hajri zadebiutował w reprezentacji Kuwejtu 16 listopada 2012 roku w towarzyskim, wygranym 2:1, meczu z reprezentacji Filipin. Al-Hajri wszedł w tym meczu z ławki rezerwowych. Pierwszego gola w kadrze zdobył 29 grudnia 2013 roku w wygranym 2:0 meczu z reprezentacją Libanu podczas Pucharu Azji Zachodniej 2014. Znalazł się w kadrze Kuwejtu na Puchar Azji 2015, gdzie zagrał we wszystkich trzech spotkaniach fazy grupowej.
Stan na 23 lipca 2018
| Reprezentacja | Rok     | Mecze | Bramki |
| ------------- | ------- | ----- | ------ |
| Kuwejt        | 2012    | 1     | 0      |
| Kuwejt        | 2013    | 5     | 1      |
| Kuwejt        | 2014    | 14    | 2      |
| Kuwejt        | 2015    | 9     | 0      |
| Kuwejt        | 2017    | 3     | 0      |
| Kuwejt        | 2018    | 4     | 0      |
| Ogólnie       | Ogólnie | 36    | 3      |

## Sukcesy

### Al Kuwait Kaifan
- Mistrzostwo Kuwejtu: 2016/17, 2017/18